# لئونهارت فوکس
لئونهارت فوکس (انگلیسی: Leonhart Fuchs; ۱۷ ژانویهٔ ۱۵۰۱ – ۱۰ مهٔ ۱۵۶۶) که گاهی لئونارد فوکس نوشته می‌شود. پزشک و گیاه‌شناس آلمانی بود. شهرت اصلی وی به خاطر نوشتن کتاب بزرگی (Herbal Book) در مورد گیاهان و کاربرد آنها در پزشکی است. ابتدا این کتاب در سال ۱۵۴۲ و به زبان لاتین منتشر شد. این کتاب نقاشی صحیح و دقیقی به سبک چوب‌تراشی از ۵۰۰ گیاه است. نقاشی‌های کتاب برجسته‌ترین بخش کتاب نسبت به کتابهای پیشینیان است.